# Esprit de l'escalier
Esprit de l'escalier, o anche esprit d'escalier, è un'espressione francese in uso in varie lingue, compreso l'italiano, dalla fine del XIX secolo. Identifica quella particolare situazione in cui si subisce una provocazione verbale o un pensiero ritenuto ingiusto senza essere in grado di esprimere o elaborare una replica immediata e adeguata, mentre una risposta vincente ed efficace sovviene solo in un secondo momento, quando si è ormai "sulla scala", cioè quando è troppo tardi per usarla.

## Origine del termine
A coniare l'espressione, dando il nome al fenomeno, è stato il filosofo illuminista Denis Diderot, nel Paradosso sull'attore. Durante una cena a casa di Jacques Necker gli fu opposta un'obiezione che sul momento riuscì ad azzittirlo lasciandolo senza argomenti, in quanto, come egli spiega, «l'homme sensible, comme moi, tout entier à ce qu'on lui objecte, perd la tête et ne se retrouve qu'au bas de l'escalier» ("L'uomo sensibile, come me, completamente preso da ciò che gli si obietta, perde la testa e non la ritrova se non in fondo alle scale"). Il «fondo delle scale» è un riferimento all'architettura dell'edificio in cui era stato invitato: le stanze per i ricevimenti si trovano all'étage noble (il "piano nobile" di un'abitazione gentilizia), il secondo del palazzo; pertanto, trovare la risposta appropriata quando si è in fondo alle scale significava farlo troppo tardi, quando già si sta lasciando il ricevimento.

## Espressioni analoghe
In alcune lingue si ritrovano formule espressive con un significato analogo o equivalente, come Treppenwitz, in lingua tedesca, e טרעפּווערטער trepverter, in yiddish.

## Citazioni letterarie
L'espressione viene utilizzata e richiamata, in un contesto giuridico, dallo scrittore italiano Gianrico Carofiglio nel suo romanzo La misura del tempo del 2019, riguardo alle possibili testimonianze non ancora prese in considerazione, dopo l'istruttoria dibattimentale, per valutare la fondatezza delle ipotesi di accusa durante un processo penale.
Un'altra menzione del termine l'abbiamo nel romanzo Gioco per la vita, scritto da Patricia Highsmith nel 1958.